# بورتو والتر
بورتو والتر (بالبرتغالية: Porto Walter‏) هي بلدية تقع في البرازيل في أكري. يقدر عدد سكانها بـ 8,170 نسمة ومساحتها 6,136 كم2 .